# Anthrax palaestinicus
Anthrax palaestinicus är en tvåvingeart som beskrevs av Zaitzev 1997. Anthrax palaestinicus ingår i släktet Anthrax och familjen svävflugor. Inga underarter finns listade i Catalogue of Life.